# Morti nel 1617
| Questa pagina contiene informazioni ricavate automaticamente dalle voci biografiche con l'ausilio del template Bio e di un bot. L'aggiornamento è periodico e automatico e ricostruisce completamente la pagina. Se manca una persona in questa lista, sei pregato di non aggiungerla, ma accertati piuttosto che la sua voce biografica contenga il template Bio e che i dati anagrafici siano correttamente compilati. Se il template Bio manca, inseriscilo tu stesso o, in alternativa, metti l'avviso {{tmp\|Bio}} che ne segnala la mancanza. Se i dati riportati sono sbagliati, correggi direttamente la voce biografica; le modifiche saranno visibili in questa lista entro pochi giorni. Per chiarimenti vedi il progetto biografie. La lista contiene solo le 76 persone che sono citate nell'enciclopedia e per le quali è stato implementato correttamente il template Bio. Pagina aggiornata al 10 mag 2025. |

## Gennaio(8)
- 1º gennaio - Hendrick Goltzius, pittore e incisore olandese (n. 1558)
- 3 gennaio - Ludovico Taverna, vescovo cattolico italiano (n. 1535)
- 16 gennaio - Dorotea di Danimarca, principessa danese (n. 1546)
- 16 gennaio - Wolf Dietrich von Raitenau, arcivescovo cattolico tedesco (n. 1559)
- 17 gennaio - Comino Ventura, tipografo e editore italiano
- 17 gennaio - Fausto Veranzio, letterato, filosofo e storico dalmata (n. 1551)
- 22 gennaio - Costanza Sforza di Santa Fiora, nobildonna italiana (n. 1558)
- 28 gennaio - Carlo II di Münsterberg-Oels, nobile boemo (n. 1545)

## Febbraio(4)
- 8 febbraio - Carlo Broglia, arcivescovo cattolico italiano (n. 1552)
- 8 febbraio - Edward Talbot, VIII conte di Shrewsbury, politico inglese (n. 1561)
- 11 febbraio - Giovanni Antonio Magini, astronomo, astrologo e matematico italiano (n. 1555)
- 28 febbraio - Andrea Mainardi, pittore italiano

## Marzo(7)
- 4 marzo - Caterina Medici da Broni, italiana (n. 1573)
- 9 marzo - Alonso de Ribera, militare spagnolo (n. 1560)
- 15 marzo - Thomas Egerton, avvocato britannico (n. 1540)
- 18 marzo - Marcello Acquaviva, arcivescovo cattolico italiano (n. 1531)
- 20 marzo - François d'Aguilon, matematico, fisico e architetto belga (n. 1567)
- 21 marzo - Pocahontas, nativa americana
- 27 marzo - Giorgio II di Pomerania, nobile tedesco (n. 1582)

## Aprile(3)
- 4 aprile - Nepero, matematico, astronomo e fisico scozzese (n. 1550)
- 24 aprile - Concino Concini, politico italiano (n. 1569)
- 28 aprile - Antoine Loysel, giurista e avvocato francese (n. 1536)

## Maggio(5)
- 7 maggio - David Fabricius, astronomo olandese (n. 1564)
- 7 maggio - Jacques-Auguste de Thou, magistrato, storico e scrittore francese (n. 1553)
- 11 maggio - Regner Sixtinus, giurista tedesco (n. 1543)
- 21 maggio - Luis Fajardo de Córdoba, esploratore spagnolo
- 26 maggio - Elia VIII, vescovo cristiano orientale siro

## Giugno(5)
- 1º giugno - Alfonso Navarrete, missionario spagnolo (n. 1571)
- 13 giugno - Orazio Acquaviva d'Aragona, vescovo cattolico italiano
- 23 giugno - Giovanni Botero, gesuita, scrittore e filosofo italiano (n. 1544)
- 24 giugno - Bonifazio Caetani, cardinale e arcivescovo cattolico italiano (n. 1567)
- 27 giugno - Jerónimo Javier, gesuita spagnolo (n. 1549)

## Luglio(5)
- 8 luglio - Leonora Dori Galigai, nobildonna italiana (n. 1568)
- 9 luglio - John Herbert, avvocato, diplomatico e politico gallese (n. 1550)
- 11 luglio - Lodovico Melzi, generale italiano (n. 1558)
- 13 luglio - Adamo Venceslao di Teschen, duca (n. 1574)
- 18 luglio - Dorotea Maria di Anhalt, duchessa tedesca (n. 1574)

## Agosto(4)
- 8 agosto - Tarquinia Molza, compositrice, musicista e poetessa italiana (n. 1542)
- 8 agosto - Federico di Fürstenberg-Heiligenberg, nobile tedesco (n. 1563)
- 17 agosto - Giovanni Beatrice, brigante italiano (n. 1576)
- 24 agosto - Rosa da Lima, religiosa peruviana (n. 1586)

## Settembre(5)
- 7 settembre - Luis de Velasco, spagnolo (n. 1534)
- 9 settembre - Julius Echter von Mespelbrunn, vescovo cattolico e politico tedesco (n. 1545)
- 25 settembre - Go-Yōzei, imperatore giapponese (n. 1572)
- 25 settembre - Francisco Suárez, gesuita, teologo e filosofo spagnolo (n. 1548)
- 30 settembre - Charlotte de Sauve, nobildonna francese (n. 1551)

## Ottobre(5)
- 2 ottobre - Isaac Oliver, pittore, disegnatore e miniaturista inglese (n. 1565)
- 10 ottobre - Bernardino Baldi, matematico e poeta italiano (n. 1553)
- 14 ottobre - Isaac Arnauld, funzionario francese (n. 1566)
- 29 ottobre - Margherita Sarrocchi, poetessa italiana (n. 1560)
- 31 ottobre - Alfonso Rodríguez, gesuita spagnolo (n. 1531)

## Novembre(4)
- 12 novembre - Nicolas de Neufville de Villeroy, politico e nobile francese (n. 1543)
- 17 novembre - Dorotea di Sassonia, religiosa tedesca (n. 1591)
- 22 novembre - Ahmed I, sultano ottomano (n. 1590)
- 22 novembre - Eleonora de' Medici, nobildonna italiana (n. 1591)

## Dicembre(1)
- 15 dicembre - Maria Vittoria De Fornari Strata, religiosa italiana (n. 1562)

## Senza giorno specificato(20)
- David Altenstetter, orafo tedesco (n. 1547)
- Giovanni Bassano, compositore italiano (n. 1558)
- Cesare Bendinelli, scrittore e trombettista italiano (n. 1542)
- Bernardino Brozzi, pittore italiano (n. 1555)
- Fabrizio Castello, pittore italiano (n. 1562)
- Chen Di, scrittore, filologo e viaggiatore cinese (n. 1541)
- Esaias Compenius, organaro e organista tedesco
- Thomas Coryat, scrittore inglese (n. 1577)
- Louis Finson, pittore fiammingo (n. 1580)
- Giovanni Pietro Flaccomio, compositore italiano
- Yönten Gyatso, monaco buddhista tibetano (n. 1589)
- Honda Masanobu, militare giapponese (n. 1538)
- Giulio Lasso, architetto italiano
- Paolo Camillo Marliani, nobile italiano
- Latino di Virginio Orsini, nobile e militare italiano
- Ahmad Shah II di Pahang, sovrano malese
- Ippolito Scalza, scultore e architetto italiano (n. 1532)
- Sedefkar Mehmed Agha, architetto ottomano (n. 1540)
- Vitaliano Visconti Borromeo, arcivescovo cattolico e diplomatico italiano (n. 1591)
- Bernardo de Brito, storico portoghese (n. 1569)